# Иванищевское
Иванищевское — деревня в Шадринском районе Курганской области. До преобразования 23 декабря 2021 года муниципального района в муниципальный округ входило в состав Ганинского сельсовета.

## История
До 1917 года центр Иванищевской волости Шадринского уезда Пермской губернии. По данным на 1926 год село Иванищевское состояло из 502 хозяйств. В административном отношении являлось центром Иванищевского сельсовета Шадринского района Шадринского округа Уральской области.

## Население
| 1989 | 2002 | 2010 |
| ---- | ---- | ---- |
| 244  | ↗270 | ↘225 |

По данным переписи 1926 года в селе проживало 2231 человек (1006 мужчин и 1225 женщин), в том числе: русские составляли 100 % населения.
Согласно результатам Всероссийской переписи населения 2002 года, в национальной структуре населения русские составляли 83 %.